# Несенчук, Анатолий Петрович
Анатолий Петрович Несенчук (1931—2014) — советский и белорусский учёный-теплоэнергетик, доктор технических наук, профессор, лауреат Государственной премии Республики Беларусь (1998).

## Биография
Родился 25.07.1931 в д. Юревичи Петриковского района Гомельской области.
Окончил Минский энергетический техникум (1950) и энергетический факультет Белорусского политехнического института (1952).
С 1952 по 1953 г. — заместитель начальника теплового хозяйства Ачинского мелькомбината (Красноярский край), в 1953—1954 — инженер-конструктор в институте «Белпромпроект» (Минск).
С 1954 г. работал на кафедре «Промышленная теплоэнергетика и теплотехника» Белорусского политехнического института (БНТУ): ассистент (1954—1960), доцент (1960—1988), с 1988.
В 1962 г. защитил кандидатскую диссертацию, в 1987 г. — докторскую (в Московском энергетическом институте, тема — «Разработка теоретических основ термопсевдоожиженного состояния дисперсного материала с целью повышения энергетической и общей эффективности промышленного производства СО2»).
Создал новое научное направление по теоретическим основам термопсевдоожиженного состояния дисперсного адсорбента. Разработал принципиально новую конструкцию унифицированного модульного устройства для регенеративного использования теплоты бросовых продуктов сгорания огнетехнических установок (применяется на МТЗ, МАЗе и других машиностроительных заводах).
Автор, соавтор и редактор учебников, учебных, учебно-методических и справочных пособий.
В 1998 г. присуждена Государственная премия Республики Беларусь в области науки и техники за создание цикла учебников для энергетических и строительных специальностей вузов.
Умер 24 октября 2014 г.